# Künsztler Tamás
Künsztler Tamás (1944. június 1. – 1987. június 4) becenevén Próféta, az Omega együttes alapító tagja, dobon és más ütőhangszereken játszott.

## Pályafutása
Annak a 3 diáknak egyike, akik a Petőfi Sándor Gimnáziumban 1959-ben megalakították az Omega egyik elődjét, a Prófétát.
A Künsztler Tamás által alapított "Próféta" együttesben kezdte meg Demjén Ferenc a pályafutását. Künsztler Tamás az 1960-as évek végén Brostyán Gábor (orgonista) triójában, Finnországban és Svájcban működött tovább, mint zenebohóc is. Utolsó állomása Kanada volt, ahol 15 évig élt, és többek között Harangozó Teréz zenei kíséretét adta. Sírkőavatásán csak egy zenésztársa, Benkő László jelent meg.
Az Omega együttes 1962-ben, 2 zenekar összeolvadásával alakult meg: a Ciklon együttes 3 tagja „átszivárgott” a Prófétába.
Künsztler Tamás volt a dobos az Omega első „hivatalos” fellépésén, 1964-ben Laux József lépett a helyébe.